# كورتني هربرت
كورتني هربرت (بالإنجليزية: Courtney Herbert)‏ (25 أكتوبر 1988 بنورثامبتون في المملكة المتحدة - ) هو لاعب كرة قدم بريطاني في مركز الهجوم. لعب مع كامبريدج يونايتد ونادي نورثامبتون تاون وAFC Rushden & Diamonds ‏ وLong Buckby A.F.C. ‏.

## وصلات خارجية
- كورتني هربرت على موقع قاعدة بيانات كرة القدم.إي يو (الإنجليزية)
- كورتني هربرت على موقع Soccerbase.com (لاعب) (الإنجليزية)